# Rachel Harris (Musikethnologin)
Rachel Harris (geboren im 20. Jahrhundert) ist eine britische Musikethnologin.

## Leben
Sie erwarb von 1987 bis 1991 an der Oxford University den Bachelor of Arts in Sinologie und von 1995 bis 1999 an der SOAS den Doctor of Philosophy (Music, identity and representation: Ethnic minority music in Xinjiang, China) in Musikwissenschaft und Ethnomusikologie. Sie ist Professorin für Ethnomusikologie an der School of Oriental and African Studies.
Ihre Forschungsschwerpunkte sind immaterielles Kulturerbe, Musik und Islam, Klangwelten und staatliche Territorialisierungsprojekten.

## Schriften (Auswahl)
- Singing the village. Music, memory and ritual among the Sibe of Xinjiang. Oxford 2004, ISBN 0-19-726297-X.
- The making of a musical canon in Chinese Central Asia. The Uyghur Twelve Muqam. Aldershot 2008, ISBN 978-0-7546-6382-9.
- Soundscapes of Uyghur Islam. Bloomington 2020, ISBN 978-0-253-05018-2.